# Acquire
Ne doit pas être confondu avec Acquire (entreprise).
Acquire est un jeu de société créé par Sid Sackson en 1962 et édité à l'origine par 3M.
Pour 2 à 6 joueurs, à partir de 8 ans, durée approximative : 75 minutes.

## Principe général
Les joueurs spéculent sur des chaînes d'hôtels dont ils achètent des actions. Lorsqu'une chaîne d'hôtels vient à en rejoindre une autre, la plus petite est absorbée par la plus grosse. Les principaux actionnaires sont alors indemnisés et chacun peut disposer des actions qu'il possédait dans la chaîne qui disparaît : les conserver, les revendre ou les échanger contre des actions de la chaîne absorbante.

## Règle du jeu

### Matériel
- Une grille de jeu de 12 x 9
- 108 jetons numérotés de 1-A à 12-I
- 7 marqueurs de chaînes
- 7 x 25 actions de chaînes d'hôtels
- 6 chevalets
- règle, aides de jeux...

### Mise en place
Au départ, chaque joueur tire un jeton pour déterminer qui commence. On place ces jetons sur la grille - en complétant éventuellement à 6 s'il y a moins de 6 joueurs - pour constituer la situation de départ.
Chaque joueur reçoit 5 000 $ et 6 jetons qu'il conserve cachés sur son chevalet.

### But du jeu
Être le plus riche à la fin !

### Déroulement
Le tour d'un joueur se déroule de la façon suivante :
- Il choisit un jeton de sa main qu'il pose sur la grille. Si le jeton posé déclenche une création ou une disparition de chaîne, l'événement est résolu.
- Il peut acheter jusqu'à 3 actions au total de chaînes créées. Il les paye au cours actuel qui dépend de la qualité de la chaîne et de son nombre d'hôtels.
- Il pioche un nouveau jeton.

#### Création d'une chaîne
Lorsqu'un jeton est posé à côté d'un ou plusieurs jetons isolés, cela crée une nouvelle chaîne. Il est interdit de créer une nouvelle chaîne si les 7 chaînes ont déjà été créées. Le joueur qui crée une chaîne reçoit une action gratuite, s'il en reste. En effet, il est possible de recrééer une chaîne qui avait disparu et dans ce cas il arrive que toutes les 25 actions soient déjà possédées.

#### Disparition d'une chaîne
Lorsqu'un jeton est posé entre deux chaînes, cela provoque la disparition de la plus petite chaîne et l'agrandissement de l'absorbante. Attention : une chaîne de 11 hôtels ou plus est inabsorbable !
Lorsqu'une chaîne disparaît, le premier et le deuxième actionnaire perçoivent de fortes indemnités. D'autre part tous les actionnaires, en commençant par celui qui a provoqué la fusion, déterminent ce qu'ils font de leurs actions :
- Ils peuvent les conserver.
- Ils peuvent les vendre à la banque à leur coût avant fusion.
- Ils peuvent les échanger à raison de 2 contre 1 de la chaîne absorbante.
- Ils peuvent mixer leurs choix, par exemple en converser quelques-unes, en vendre et en échanger d'autres.

La fusion est la seule occasion pour les joueurs de toucher des liquidités. Il est très important d'être présent comme premier ou deuxième actionnaire dans les premières chaînes absorbés car cela donne un avantage indéniable sur les joueurs manquant de liquidités.

### Fin de partie et vainqueur
La partie est terminée quand un joueur déclare :
- qu'une chaîne a atteint ou dépassé 41 hôtels ;
- que 7 chaînes ont atteint ou dépassé 11 hôtels (extrêmement rare).

On indemnise alors les principaux actionnaires de toutes les chaînes restantes. Chacun revend ses actions au cours atteint. Le plus riche est vainqueur.

## Récompense
- Essener Feder  1993